# 圣日耳曼莱萨尔莱
圣日耳曼莱萨尔莱（法語：Saint-Germain-lès-Arlay，法語發音：[sɛ̃ ʒɛʁmɛ̃ lɛ.z‿aʁlɛ]，意为“阿尔莱附近的圣日耳曼”）是法国汝拉省的一个旧市镇，位于该省西部，属于隆斯勒索涅区。2016年，圣日耳曼莱萨尔莱与市镇阿尔莱合并为新的阿尔莱。

## 地理
圣日耳曼莱萨尔莱（46°45'36"N, 5°33'37"E）面积6.08 平方千米，位于法国勃艮第-弗朗什-孔泰大區汝拉省，该省份为法国东部内陆省份，北起上索恩省，西北接科多尔省，西临索恩-卢瓦尔省，南至安省，东与杜省和瑞士接壤。
与圣日耳曼莱萨尔莱接壤的市镇（或旧市镇、城区）包括：阿尔莱、布雷里、栋布朗、莱图瓦勒、芒特里、普莱努瓦索、坎蒂尼。

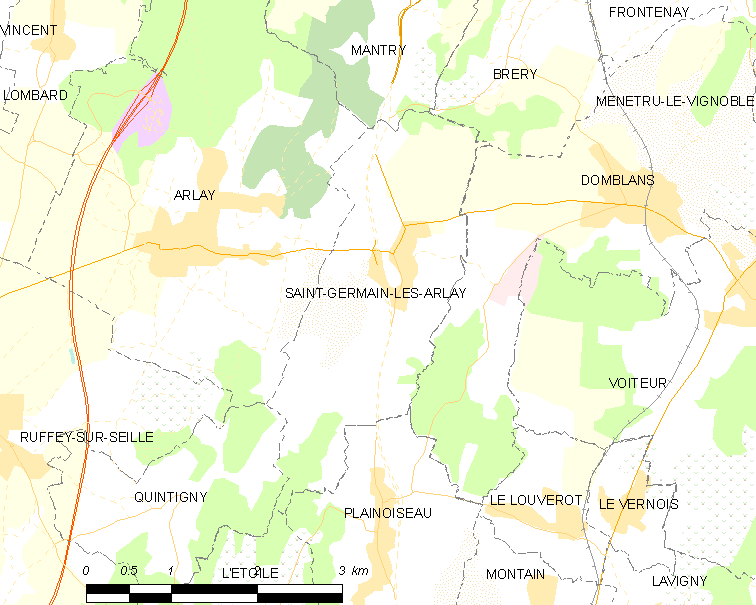
圣日耳曼莱萨尔莱的OSM定位图

圣日耳曼莱萨尔莱的时区为UTC+01:00、UTC+02:00（夏令时）。

## 行政
圣日耳曼莱萨尔莱的邮政编码为39210，INSEE市镇编码为39482。

## 政治
圣日耳曼莱萨尔莱所属的省级选区为波利尼县。

## 人口

1962-2008年间圣日耳曼莱萨尔莱人口变化图示

圣日耳曼莱萨尔莱于2018年1月1日时的人口数量为430人。